# 东湖公园 (深圳市)

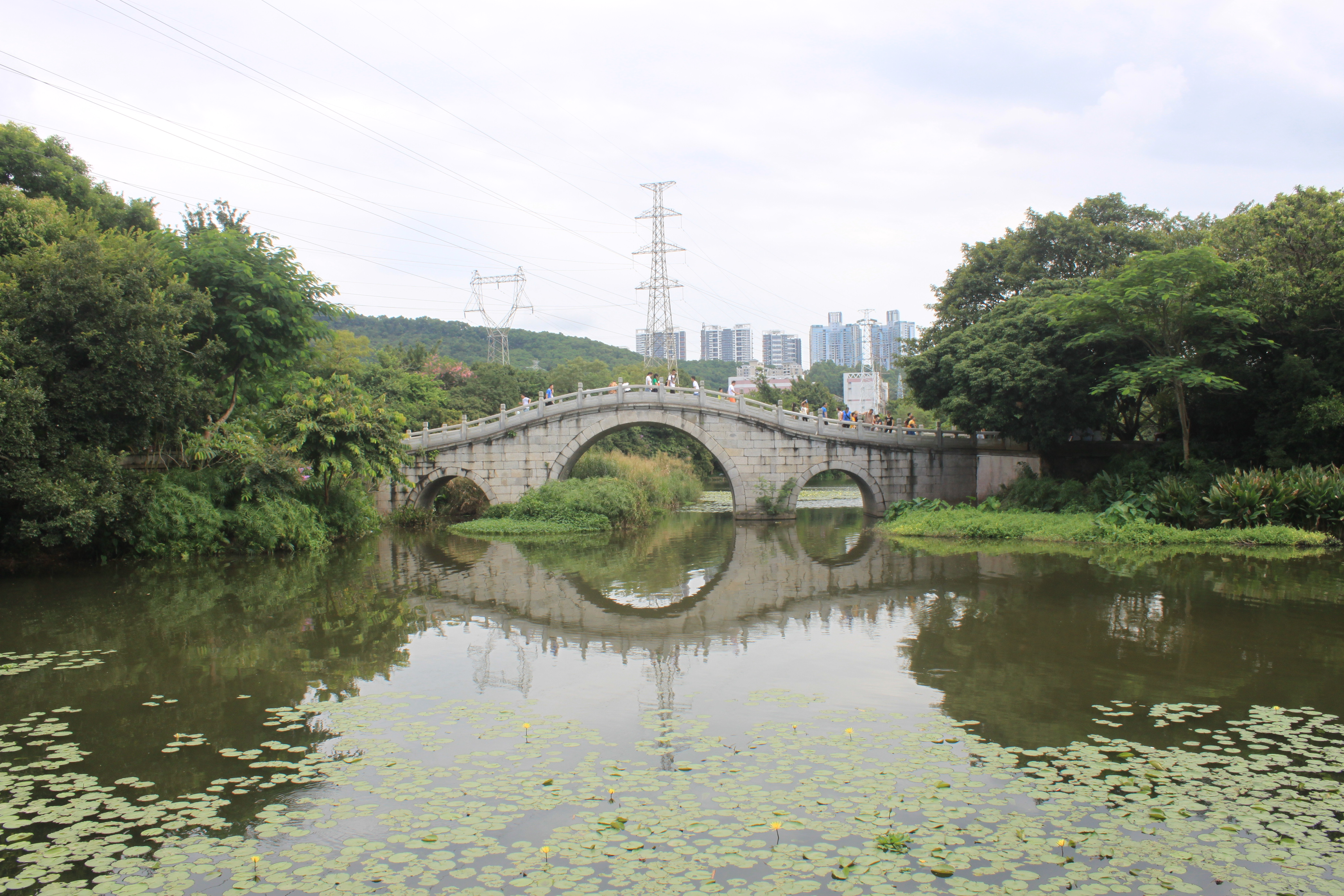
東湖公園

東湖公園位於中國廣東省深圳市羅湖區，原名「水庫公園」，1984年10月更名為“東湖公園”。目前開發面積達152.59公頃，遊樂項目30項。深圳美術館位於公園內。全年内每日6点至23点开放，不收取门票。

## 簡介
始建於1961年，至1966年正式開放。毗鄰深圳水庫，藉水庫存水流入東湖，然後向南流出深圳河。

## 接驳交通
一号门：3路、17路坐达水库总站下车；64路、320路坐达东湖客运站下车；29路、106路、208路、211路、300路、308路、336路、351路、365路、372路 坐达水库站下车。二、三号门：27路、103路、111路、113路、202路、205路、218路、220路、237路、311路、333路、360路、364路坐达罗芳路口下车，向东方神曲方向步行即可到达。